# Bobby Militello
 (avril 2019).
Si vous disposez d'ouvrages ou d'articles de référence ou si vous connaissez des sites web de qualité traitant du thème abordé ici, merci de compléter l'article en donnant les références utiles à sa vérifiabilité et en les liant à la section « Notes et références ».
Pour les articles homonymes, voir Militello.
Robert Philip Militello, né le 25 mars 1950, est un saxophoniste de jazz américain, flûtiste, membre du Dave Brubeck Quartet.

## Biographie
Dans les années 1970, Militello part en tournée avec Maynard Ferguson. Il retourne à Buffalo au début des années 1980 et a travaille comme musicien indépendant. Après avoir rejoint les orchestres dirigés par Bill Holman et Bob Florence, il tourne et enregistre avec Dave Brubeck de 1982 à 2012. Il dirige aujourd'hui[évasif] un quartet qui donne des concerts dédiés à Brubeck.

## Discographie

### Leader
- 1982 : Rick James Presents Bobby M (Motown)
- 1993 : Heart & Soul (Positive Music)
- 1994 : Easy to Love (Positive Music)
- 1995 : Straight Ahead (Positive Music)

### Sideman

#### AvecDave Brubeck
- 1991 : Quiet as the Moon
- 1996 : To Hope! A Celebration
- 1997 : So What's New?
- 1998 : The 40th Anniversary Tour of the U.K.
- 1999 : Hold Fast to Dreams
- 1999 : The 40th Anniversary Tour of the U.K
- 2000 : Dave Brubeck: Live with the LSO
- 2001 : The Crossing
- 2001 : Double Live from the U.S.A. and U.K.
- 2002 : 80th Birthday Concert: Live With the LSO
- 2002 : Park Avenue South
- 2003 : Classical Brubeck
- 2005 : London Flat, London Sharp

#### AvecMaynard Ferguson
- 1976 : Primal Scream
- 1977 : Conquistador
- 1977 : New Vintage
- 1978 : Carnival
- 1979 : Hot
- 1981 : Maynard

#### Autres
- 1982 : Let's Stay Together, Jean Carn
- 1987 : The Bill Holman Band, Bill Holman
- 1988 : Body Lines, Rick Strauss
- 1988 : This Is for You, Emiel van Egdom
- 1990 : Treasure Chest, Bob Florence
- 1991 : Strollin' , Charlie Shoemake
- 1992 : 50th Anniversary Celebration, Kenton Alumni Band
- 1992 : Something Cool, Cheryl Bentyne
- 1994 : Better Place, Jeff Jarvis
- 1995 : Brighter Days, Ken Navarro
- 1995 : Contents Under Pressure, Jeff Jarvis
- 1997 : A Collection of Great Standards, Michael Civisca
- 1997 : Hybrid Groove, Emiel van Egdom
- 1997 : Singin' & Swingin' , Nancy Kelly
- 2004 : I'd Like You for Christmas, Mary Stahl
- 2006 : Midnight in Manhattan, Lisa Hilton
- 2007 : After Dark, Lisa Hilton
- 2008 : Jazz for Peanuts, David Benoit[3]
- 2017 : Remembering Mark Murphy, Nancy Kelly